# Маяльде
Маяльде (ісп. Mayalde) — муніципалітет в Іспанії, у складі автономної спільноти Кастилія-і-Леон, у провінції Самора. Населення — 226 осіб (2010).
Муніципалітет розташований на відстані близько 200 км на північний захід від Мадрида, 28 км на південь від Самори.

## Демографія
Динаміка населення (INE ):